# Incawinterkoning
De incawinterkoning (Pheugopedius eisenmanni) is een zangvogel uit de familie Troglodytidae (winterkoningen). De vogel werd in 1985 geldig beschreven maar werd sinds de jaren 1960 vaak gezien in de omgeving van (het veel bezochte)  Machu Picchu.

## Verspreiding en leefgebied
Deze soort is endemisch in zuidelijk Peru.